# لاجارا (نیومکزیکو)
لاجارا (به انگلیسی: La Jara) یک منطقهٔ مسکونی در ایالات متحده آمریکا است که در شهرستان سندووال، نیومکزیکو واقع شده‌است. لاجارا ۳۶٫۸ کیلومتر مربع مساحت و ۲۰۹ نفر جمعیت دارد و ۲٬۱۷۳ متر بالاتر از سطح دریا واقع شده‌است.